# Rosamunde Pilcher: Das große Erbe
Rosamunde Pilcher: Das große Erbe, englischer Originaltitel Nancherrow, ist eine Fortsetzung des Fernsehzweiteilers Rosamunde Pilcher: Heimkehr. Wie der Vorgänger basiert auch dieser Fernsehzweiteiler auf einem Roman von Rosamunde Pilcher.

## Handlung
Nachdem der Colonel Edgar Carey-Lewis im Januar 1947 gestorben ist, erbt seine Tochter Loveday das Haus mit all seinen Problemen. Verzaubert von der Magie von Nancherrow, kämpft Loveday darum, das Anwesen als Erbe für ihren kleinen Sohn Nat zu erhalten. Währenddessen muss sie sich mit dem Wiederauftauchen ihrer einzigen wahren Liebe Gus und ihrer gescheiterten Ehe mit Walter auseinandersetzen. Unterdessen findet Judith das Leben als Ehefrau eines vielbeschäftigten Arztes schwierig, besonders nachdem sie mehrere Fehlgeburten erlitten hat.

## Ausstrahlung
Die Erstausstrahlung fand im April 1999 in ITV statt sowie am 23. und 24. Mai 1999 im ZDF.